# با أمادو غاي
با أمادو غاي (بالإنجليزية: Pa Amadou Gai)‏ هو لاعب كرة قدم غامبي في مركز الهجوم، ولد في 18 يونيو 1984 في باكاو في غامبيا. شارك مع منتخب غامبيا تحت 17 سنة لكرة القدم ومنتخب غامبيا تحت 20 سنة لكرة القدم ومنتخب غامبيا لكرة القدم. أما مع النوادي، فقد لعب مع مونتريال إمباكت ونادي مونتريال ونادي نورثوود.

## وصلات خارجية
- با أمادو غاي على موقع قاعدة بيانات كرة القدم.إي يو (الإنجليزية)
- با أمادو غاي على موقع Soccerway.com (الإنجليزية)